# Squalius alburnoides
Espèce
Statut de conservation UICN

 VU A3ce : Vulnérable
Squalius alburnoides est un poisson de la famille des cyprinidés (Cyprinidae) qui est endémique de la péninsule Ibérique (Portugal et sud de l'Espagne).
Il est rare et classé espèce vulnérable par l'UICN.
Il a la particularité génétique d'être aneuploïde, c'est-à-dire posséder un nombre anormal de chromosomes. Il possède un triple jeu de chromosomes (trisomie intégrale), une mutation ancienne, qui serait mortelle chez un mammifère  mais qui chez cette espèce est viable ; l'expression de l'un des jeux de chromosomes étant inhibée par un processus encore mal compris.

## Description
- Poisson longiligne et argenté, plus sombre sur le dessus, clair sur la face ventrale. Une ligne plus foncée brunâtre, non nette, orne son côté
- Il ne dépasse pas 25 cm (queue comprise)
- Nageoire dorsale comportant 7 rayons et nageoire anale de 7 à 9 rayons.

## Répartition et habitat
Outre au Portugal, on le trouve en Espagne du sud, dans le bas Douro (ou Douero), le Tage, la Guadiana et le Guadalquivir.
C'est une espèce benthopélagique des eaux douces qui vit dans les rivières, les rivières intermittentes et les lacs.

## Phylogénie
Il semble que ce poisson et Squalius pyrenaicus aient un ancêtre commun relativement récent, ils peuvent donc s'hybrider et produire des œufs diploïdes et triploïdes ou tétraploïdes, plus ou moins viables

## Biologie
Cette espèce se reproduit en avril-mai, pondant dans les plantes aquatiques et sur les pierres du fond.

Il se nourrit d'invertébrés, principalement de petits crustacés et de larves d'insectes.

## Statut, menaces
Il est menacé par la dégradation et pollution des eaux de surface (eutrophisation, pesticides, perturbateurs endocriniens..) et par la régression et fragmentation de son habitat (en raison des sécheresses et de l'augmentation du drainage et des pompages d'irrigation).

L'introduction d'autres espèces non native de ces régions est une autre source de menace pour ce poisson.

Sa raréfaction risque de le conduire à un goulot d'étranglement génétique.

C'est une espèce protégée par la Convention de Berne (Il figure dans l'annexe III)

## Divers
Il est considéré comme sans intérêt culinaire et pour la pêche.